# Swim Little Fish Swim
Pour plus de détails, voir Fiche technique et Distribution.
Swim Little Fish Swim est un film franco-américain réalisé par Lola Bessis et Ruben Amar, sorti en 2013.

## Fiche technique
- Titre : Swim Little Fish Swim
- Réalisation : Lola Bessis, Ruben Amar
- Scénario : Lola Bessis, Ruben Amar
- Musique : Laplage Records
- Photographie : Brett Jutkiewicz
- Montage : Thomas Marchand
- Production : Lola Bessis, Ruben Amar
- Pays :  France- États-Unis
- Langues de tournage : anglais, français
- Genre : comédie dramatique
- Durée : 95 minutes
- Date de sortie : 
  -  France : 4 juin 2014

## Distribution
- Dustin Guy Defa : Leeward
- Lola Bessis : Lilas
- Brooke Bloom : Mary, la femme de Leeward
- Anne Consigny : Françoise de Castillon, la maman de Lilas
- Myriam Ajar : Annabelle

## Accueil critique
- Pour Sandrine Marques de la rubrique « Culture » du Monde : "Swim Little Fish Swim s'enracine dans un New York arty. Mais les maladresses d'écriture et de réalisation abondent, de sorte que la chronique, bien fragile, n'a pas grand-chose de mémorable"[1].
- Dans Le Journal du dimanche du 2 juin 2014, Barbara Théate note, sévèrement, qu' «il y a quelque chose d'exaspérant dans les malheurs de cette pauvre petite fille riche qui joue les artistes fauchés en robe dernier cri. N'est pas Woody Allen qui veut»[2].
- Pour Vincent Ostria (Les Inrockuptibles, 3 juin 2014), le film «  peine à dépasser le carnet de croquis bon enfant »[3].
- Dans l'Obs, Jérôme Garcin déclare "C'est drôle, libératoire, émouvant, follement inventif et, jusque dans la BO loufoque, tellement américain - on pense à un mix de «Frances Ha», de Noah Baumbach, et de la série «Girls», de Lena Dunham - qu'on peine à croire que ce couple de réalisateurs est français et qu'il fait ici ses débuts."[4]
- Dans Télérama, Guillemette Odicino qualifie le film de « comédie très arty, sensible et douce », Lola Bessis et Ruben Amar « réussissent à capter l'énergie ultra colorée d'une ville et la difficulté à choisir entre l'enfance (de l'art) et cet âge adulte où il faut savoir nager dans le grand bain », avant de conclure : « un petit film délicieux »[5].
- Le magazine Elle décrit le film comme "une balade poétique new-yorkaise"[6]
- Dans le Figaro, Sixtine Gérard-Tasset décrit le film comme  "Un film frais et entraînant. Du cinéma indépendant américain, comme une nouvelle vague contemporaine."[7]
- Dans l'Express, Christophe Carrière estime que voir le film revient à "Plongez dans une chronique de jeunesse délicieusement rafraîchissante."[8]
- L'Humanité décrit le film comme "Une nouvelle pépite franco-américaine"[9].
- Dans Paris Match,  Benjamin Locoge déclare "Avec "Swim Little Fish Swim", Lola Bessis et Ruben Amar signent un film attachant, entre errance existentielle, crise d'adolescence tardive et moments de grâce musicale."[10]
- Dans le Point, Jérôme Béglé déclare "Swim Little Fish Swim est un long-métrage typiquement new-yorkais réalisé par deux jeunes Français. "Un film intimiste qui met en relief la solitude des artistes et celle que New York impose dans ses appartements souvent sombres, froids et décrépits."[11]
- Dans Challenges, Laure Croiset évoque « un concentré de charme et de douceur ». "Une petite pépite du cinéma indépendant". "Une séduisante réflexion sur le statut d'artiste"[12].
- Dans le Parisien, Alain Grasset estime que c'est "Une petite pépite que ce film à la fois charmant, drôle, touchant par moments et aux dialogues rafraîchissants."[13]
- Le Dauphiné libéré parle d'"Un film où le rêve innerve en permanence la réalité, légère comme une bulle, agréable comme elle."[10]
- Corinne Renou-Nativel (La Croix), estime que le film « alterne énergie survitaminée de la ville et délicieux moments de flottement, d'errance » et qu'il « marie avec autant de succès scènes réalistes, parfois prises sur le vif, et séquences oniriques qui dévoilent des aspects plus secrets de ses modestes héros »[14].
- Dans le Journal des Femmes, Hélène Lisle parle d'"un film touchant avec une esthétique riche, authentique et inhabituelle."[15]
- Francis Dubois (SNES) déclare ""Swim Little Fish Swim" est tout à la fois une comédie romantique tour à tour joyeuse et mélancolique, l'étude au plus près, presque microscopique, d’un milieu artistique marginal et une petite tragédie contemporaine au sein d’un couple aimant mais constitué de deux personnalités très contrastées."[16]
- La sortie du film est annoncée par les Cahiers du cinéma (no 701, juin 2014)